# Cottus greenei
Cottus greenei är en fiskart som först beskrevs av Gilbert och Culver, 1898.  Cottus greenei ingår i släktet Cottus och familjen simpor. IUCN kategoriserar arten globalt som sårbar. Inga underarter finns listade i Catalogue of Life.